# فریدا هیوز
فریدا ربکا هیوز (انگلیسی: Frieda Rebecca Hughes؛ زادهٔ ۱ آوریل ۱۹۶۰) یک نقاش، شاعر، و نویسنده اهل بریتانیا است. او هفت کتاب کودک، چهار مجموعه شعر و یک داستان کوتاه منتشر کرده و نمایشگاه‌های متعددی از آثار خود داشته‌است.

## زندگی شخصی
فریدا دختر زوج نامدار ادبی سیلویا پلات و تد هیوز می‌باشد. مادرش یک رمان‌نویس و شاعر آمریکایی بود و پدرش از سال ۱۹۸۴ تا زمان مرگش در سال ۱۹۹۸ لقب ملک الشعرا را داشت. زمانی که فریدا سه ساله بود، مادرش خودکشی کرد. پدرش نیز بر اثر سکته قلبی درگذشت. برادر فریدا، نیکولاس هیوز در ۱۶ مارس ۲۰۰۹ بر اثر خودکشی درگذشت.
فریدا در لندن به دنیا آمد. جد او از طرف مادر پدرش به نیکولاس فرار (۱۵۹۲–۱۶۳۷) می‌رسد. او در سال ۱۹۸۸ به پرت، استرالیای غربی نقل مکان کرد و بعدها در سال ۱۹۹۱ در وورولو، دهکده ای کوچک در شمال پرت ساکن شد. در این زمان، مناظر استرالیا به اساس اکثر نقاشی‌های او تبدیل شد. هیوز در سال ۱۹۹۲ شهروندی استرالیا را از آن خود کرد. او از سال ۱۹۹۸ تا ۲۰۰۴ در انگلستان زندگی کرد و بعد به ولز رفت. او فرزندی ندارد.
هیوز در سال ۱۹۷۹ با کشاورزی به نام دزموند داو ازدواج کرد و در سال ۱۹۸۲ از او جدا شد. شوهر دومش، کلایو اندرسون، در کار معاملات املاک بود. او در سال ۱۹۹۶ با لزلو لوکاس، نقاش مجارستانی ازدواج کرد و پس از یک سال جدایی، در سال ۲۰۱۰ طلاق گرفت.